# Amand Goegg
Amand Geogg (nascido na Alemanha; 1820-1897) foi um jornalista e político alemão. Em 1849, ele tornou-se membro do governo revolucionário provisório em Baden. Ele era membro da Primeira Internacional e na década de 1870 ingressou no Partido Social-Democrata Alemão. Amand Geogg morreu em 1897.
Goegg era casado com a feminista suíça Marie Goegg-Pouchoulin.